# Route nationale 3 (Madagaskar)

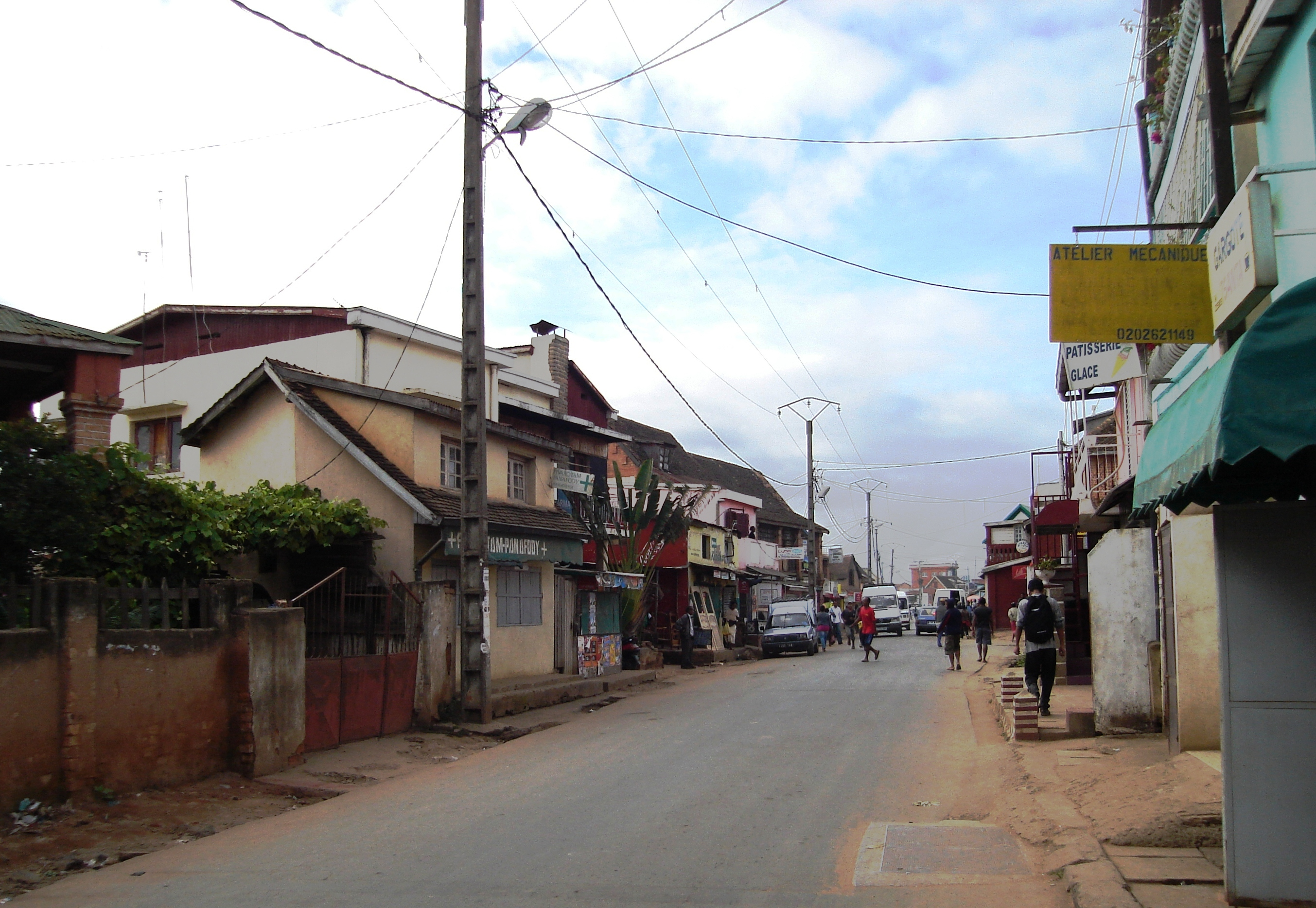
Route nationale 3 im Bereich des Ortes Sabotsy Namehana

Die Route nationale 3 (RN 3) ist eine 90 km lange, teilweise asphaltierte, teilweise gepflasterte Nationalstraße in Madagaskar. Sie verläuft von der Hauptstadt Antananarivo im Zentrum des Landes in nordöstlicher Richtung nach Anjozorobe.